# Euploea simplicior
Euploea simplicior är en fjärilsart som beskrevs av Embrik Strand 1914. Euploea simplicior ingår i släktet Euploea och familjen praktfjärilar. Inga underarter finns listade i Catalogue of Life.